# Шаманка (река)
Шаманка — река на северо-западе Камчатского края в России. Длина реки — 109 км. Площадь бассейна — 2250 км².
Образуется при слиянии Правой и Левой Шаманок. Протекает по территории Карагинского района Камчатского края. Впадает в Охотское море.
Впервые под современным названием нанесена на карту в 1787 году, до этого отмечалась как Тигим. Также известно другое название — Тинтигин, по близлежащей сопке, что в переводе с корякского означает «священная гора».

## Данные водного реестра
По данным государственного водного реестра России относится к Анадыро-Колымскому бассейновому округу.
Код водного объекта в государственном водном реестре — 19080000112120000038215.